# China Jilun Cycling Team/Saison 2011
Dieser Artikel listet Erfolge und Fahrer des Radsportteams China Jilun Cycling Team in der Saison 2011 auf.

## Mannschaft
| Name                          | Geburtstag        | Nationalität        | Team 2010 |
| ----------------------------- | ----------------- | ------------------- | --------- |
| Stephen Hall                  | 27. Februar 1990  | Australien          | Neoprofi  |
| Glenn Harris                  | 1. Juni 1977      | Australien          | Neoprofi  |
| Mathew Irvine                 | 4. September 1992 | Australien          | Neoprofi  |
| Jiang Enbo                    | 23. Mai 1983      | Volksrepublik China | Neoprofi  |
| Li Menglong                   | 3. August 1988    | Volksrepublik China | Neoprofi  |
| Liu Heng                      | 13. Mai 1992      | Volksrepublik China | Neoprofi  |
| Liu Zhangan (bis 31.07.)      | 12. Dezember 1989 | Volksrepublik China | Neoprofi  |
| Qi Liangyou                   | 24. Oktober 1990  | Volksrepublik China | Neoprofi  |
| Douglas Repacholi (ab 01.08.) | 19. Januar 1988   | Australien          | Neoprofi  |
| Brad Robson                   | 24. April 1992    | Australien          | Neoprofi  |
| Zhang Nan                     | 16. Januar 1987   | Volksrepublik China | Neoprofi  |
| Zhang Yuanxin                 | 16. Juli 1991     | Volksrepublik China | Neoprofi  |